# Vitéz Miklós
Vitéz Miklós (Kecskemét, 1888. szeptember 21. – Budapest, 1956. január 23.) magyar író, forgatókönyvíró, újságíró, színigazgató. Második felesége Vitéz Miklósné producer és gyártásvezető volt.

## Élete
Vitéz (Vicz) Géza kereskedő és Fuchs Irma (1859–1940) fiaként született. Középiskolai tanulmányait Kecskeméten végezte. Budapesten jogot hallgatott. Ekkor írta Hajnal felé és Évforduló című első darabjait, amelyek nyomtatásban megjelentek ugyan, de színre nem vitték őket. Párizsban és Berlinben is folytatott jogi tanulmányokat. Az 1910-es évektől a Világ, a Magyar Hírlap és a Népszava című lapok munkatársa volt. 1914-ben a Magyar Színház mutatta be első drámáját. 1919–20-ban a Madách Színház egyik vezetője, 1928-tól 1931-ig az Új Színház dramaturgja volt. A Színpadi Szerzők Egyesületének főtitkáraként is működött. 1945 után a Műszaki Könyvkiadó munkatársa volt.
1930. május 3-án Budapesten, az Erzsébetvárosban házasságot kötött Vadász Erzsébettel. 1941-ben elváltak. 1955-ben házasságot kötött Fodor Klárával.

## Művei

### Forgatókönyvíró
- Az ellopott szerda (1933, Nóti Károllyal)
- Meseautó (1934, Vadnay Lászlóval)
- Elnökkisasszony (1935, Békeffi Istvánnal)
- Évforduló (1936)
- A férfi mind őrült (1937, Török Rezsővel)
- Nehéz apának lenni (1938)

### Színpadi művei
- Haláltánc (egyfelvonásos) – első világháborús élményei inspirálták
- Halálos éjjel (egyfelvonásos)
- Szegény Ábris megdicsőülése (egyfelvonásos)
- Akiknek egy a sorsuk (kétfelvonásos, bemutató: Madách Színház)
- Öregesen-rangosan (bemutató: Kamara Színház)
- Tiszta dolog (bemutató: Kamara Színház)
- Szent a béke (bemutató: Kamara Színház)
- B. Nagy Gergely (négyfelvonásos vígjáték, Nemzeti Színház)
- Békesség (Vígszínház)
- A túlbuzgó fiatalember (vígjáték)
- Razzia (1931, misztériumjáték, társszerző: Révész Béla)
- Megöltem egy embert (írta: Rostand Maurice, színjáték három felvonásban, bemutató: 1930, Új Színház)

### Egyéb művei
- Gyermekfejek (novelláskötet)